# Ouvrage du Kobenbusch
L'ouvrage du Kobenbusch est un ouvrage fortifié de la ligne Maginot, situé sur la commune de Cattenom, dans le département de la Moselle.
C'est un gros ouvrage d'artillerie, comptant neuf blocs. Construit à partir de 1931, il a été épargné par les combats de juin 1940, mais est partiellement inondé.

## Position sur la ligne
Faisant partie du sous-secteur d'Hettange (écrit Ettange) dans le secteur fortifié de Thionville, l'ouvrage du Kobenbusch, portant l'indicatif A 13, est intégré à la « ligne principale de résistance » entre la casemate d'intervalle de Basse-Parthe Est (C 46) à l'ouest et l'ouvrage de l'Oberheid (A 14) au sud, à portée de tir des canons des gros ouvrages de Sœtrich (A 11), du Galgenberg (A 15) et de Métrich (A 17).
Il se trouve dans la forêt de Cattenom, dans le saillant nord-est.

## Description
L'ouvrage est composé en surface de sept blocs de combat et de deux blocs d'entrée, avec en souterrain une caserne, une cuisine, des latrines, un poste de secours, des PC, des stocks d'eau, de gazole et de nourriture, des installations de ventilation et de filtrage de l'air, des magasins à munitions (un M 1 et plusieurs M 2) et une usine électrique, le tout relié par des galeries profondément enterrées. Ces galeries sont construites au minimum à 30 mètres de profondeur pour les protéger des bombardements. L'énergie est fournie par quatre groupes électrogènes, composés chacun d'un moteur Diesel SGCM GVU 42 (fournissant 150 chevaux à 375 tr/min) couplé à un alternateur, complétés par un petit groupe auxiliaire (un moteur CLM 1 PJ 65, de 8 ch à 1 000 tr/min) servant à l'éclairage d'urgence de l'usine et au démarrage pneumatique des gros moteurs Diesel. Le refroidissement des moteurs se fait par circulation d'eau.
- Bloc 1 : bloc d'infanterie avec une tourelle de mitrailleuses et une cloche GFM (guetteur fusil-mitrailleur).
- Bloc 2 : casemate d'infanterie avec un créneau mixte pour JM/AC 47 (jumelage de mitrailleuses et canon antichar de 47 mm), un autre créneau pour JM et deux cloches GFM.
- Bloc 3 : bloc observatoire avec une cloche VDP (vue directe et périscopique) une cloche GFM.
- Bloc 4 : bloc d'infanterie avec une tourelle de mitrailleuses, une cloche JM et une cloche GFM.
- Bloc 5 : bloc d'artillerie avec une tourelle de 75 mm R modèle 1932 et une cloche GFM.
- Bloc 6 : bloc d'artillerie avec une tourelle de 81 mm et une cloche GFM.
- Bloc 7 : casemate d'artillerie avec trois créneaux pour canon de 75 mm modèle 1932, une cloche LG (lance-grenades) et deux cloches GFM.
- Entrée des munitions : en puits, armée avec un créneau mixte pour JM/AC 47 et deux cloches GFM.
- Entrée des hommes : en puits, armée avec un créneau mixte pour JM/AC 47 et une cloche GFM[4].

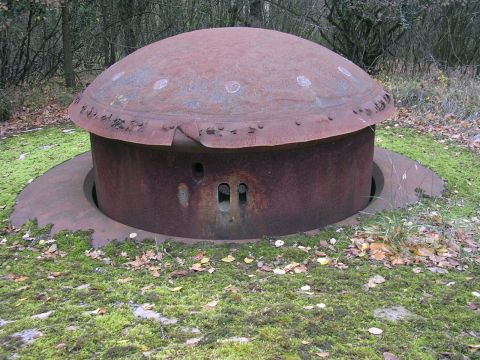
Tourelle de mitrailleuses du bloc 1.
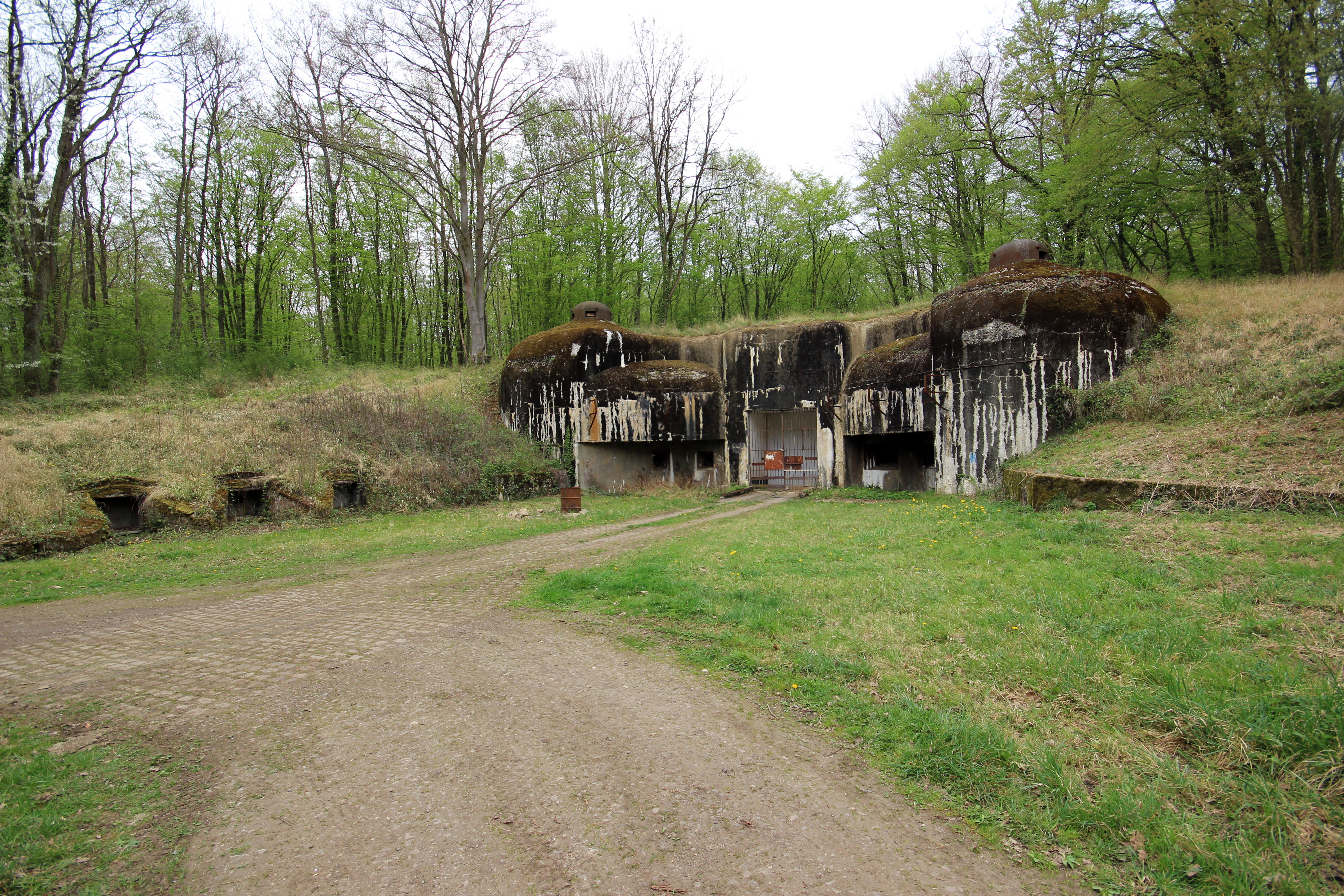
Accès extérieur à l'entrée des munitions (EM).
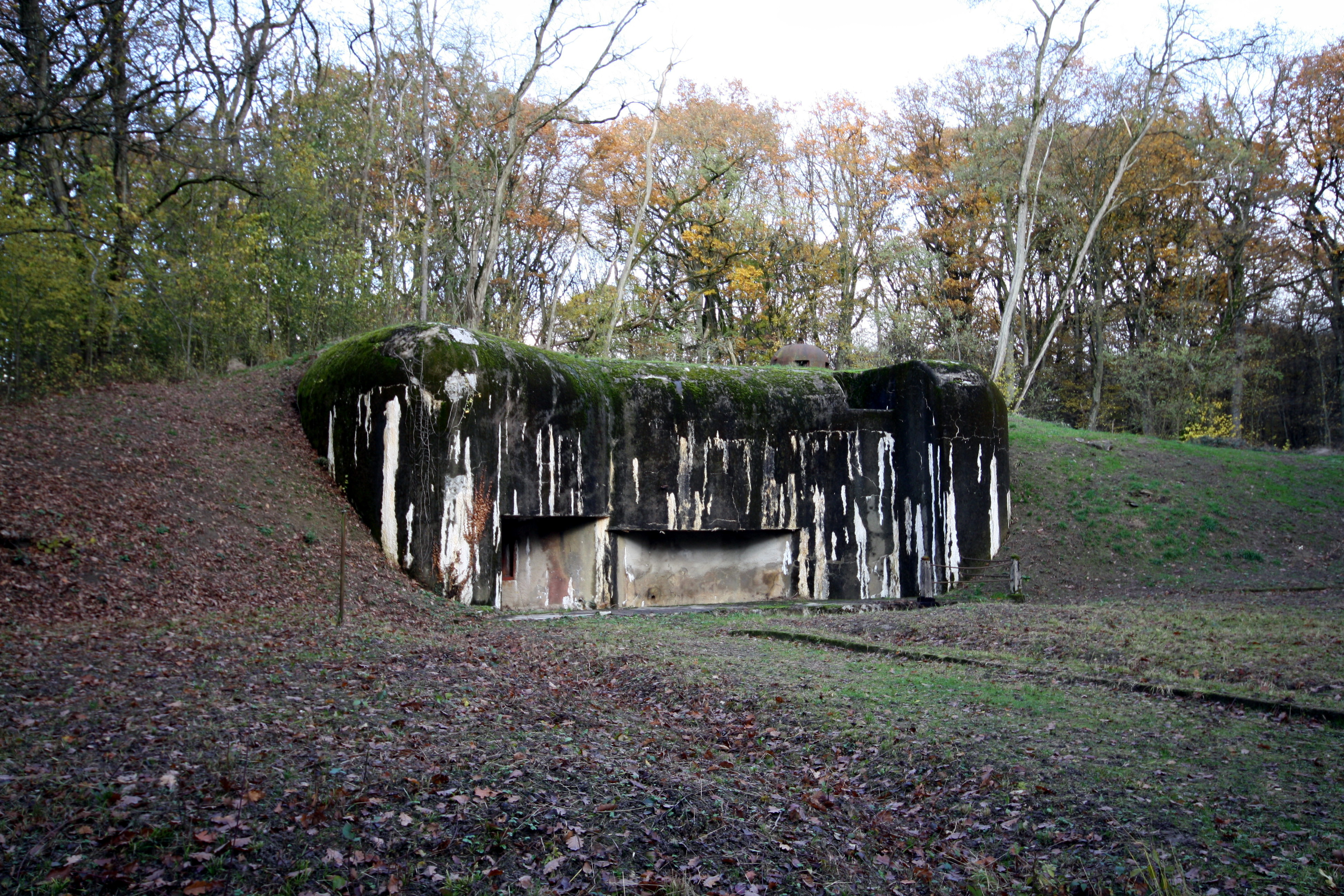
Ouvrage du Kobenbusch-EH.

## Équipage
L'équipage de l'ouvrage, sous les ordres du commandant Charnal comprenait 527 hommes (dont 14 officiers) des 168e RIF et 151e RAP.

### Commandement
- Commandant d’ouvrage : commandant Charnal.

- Commandant en second : chef de bataillon Mangin.
- Officier adjoint : capitaine Rollin.
- Major d’ouvrage : lieutenant Bers.
- Artillerie : capitaine Pecouny.
- Infanterie : capitaine Bonnet.
- Génie : lieutenant Dornseiff.
- Bloc 1 : adjudant-chef Halvick.
- Bloc 2 : adjudant-chef Montigut.
- Bloc 4 : sous-lieutenant Marescot du Thilleul.
- Entrée des munitions : sous-lieutenant Marescot du Thilleul, puis lieutenant Junker[4].

## Histoire
L'ouvrage n'est plus la propriété d'EDF depuis 2001. Les dessous de l'ouvrage ont été partiellement noyés en raison de la proximité de la centrale nucléaire de Cattenom et du lac artificiel du Mirgenbach.
L'ouvrage étant situé en pleine forêt à côté d'un ouvrage surveillé (le Galgenberg), et étant en partie inondé, il a été très peu livré au vandalisme. On remarquera, par exemple, la présence très visible de la voie de 60 devant l'entrée des munitions. Sur les dessus de l'ouvrage, on pourra trouver une cloche GFM qui a été découpée par une association afin de récupérer un tube de canon de 75 mm. 
L'ouvrage est sous la gestion de l'association « Ligne Maginot de Cattenom et environs »qui s'occupe de valoriser les extérieurs de l'ouvrage. Cette association s'occupe de la plupart des fortifications de la forêt de Cattenom.